# Freeman Williams
Freeman Williams jr. (Los Angeles, 15 maggio 1956 – Los Angeles, 19 aprile 2022) è stato un cestista statunitense, professionista nella NBA.

## Carriera
Venne selezionato dai Boston Celtics al primo giro del Draft NBA 1978 (8ª scelta assoluta).
Con gli Stati Uniti ha disputato le Universiadi di Sofia 1977.

## Palmarès
- NCAA AP All-America Second Team (1978)
- NCAA AP All-America Third Team (1977)
- 2 volte campione CBA (1985, 1986)
- CBA Playoff MVP (1985)
- Campione USBL (1993)